# Kelly Osbourne
Kelly Michelle Lee Osbourne (Londres, 27 de outubro de 1984) é uma atriz,   cantora e designer de moda britânica, mais conhecida por ser a filha de Ozzy Osbourne e Sharon Osbourne. Ela virou o centro das atenções depois de ter aparecido no reality show The Osbournes com sua familia . Ela também apareceu no Dancing with the Stars no qual ela era parceira de dança do profissional em dança Louis van Amstel e juntos ficaram em terceiro lugar. Já tem feito incursões na música, teatro, escrita e na apresentação. Atualmente apresenta o programa de moda " Fashion Police ", no canal "E!".

## Álbuns
- Shut Up
- Changes
- Sleeping In The Nothing

## Carreira

### Singles
- Papa Don't Preach (2002)
- Shut Up (2003)
- Come Dig Me Out (2003)
- Changes (com Ozzy Osbourne) (2003)
- One Word (2005)

### Filmografia
- 2002 - Austin Powers in Goldmember
- 2006 - Live Freaky! Die Freaky!
- 2008 - The Town That Boars Me
- 2010 - Devour
- 2011 - Should Have Been Romeo
- 2011 - So Undercover